# St. Johnsville
St. Johnsville è un villaggio degli Stati Uniti d'America, situato nello stato di New York, nella contea di Montgomery.